# NGC 4563
NGC 4563 est une galaxie spirale de type magellanique vue par la tranche située dans la constellation de la Chevelure de Bérénice. Sa vitesse par rapport au fond diffus cosmologique est de 7 656 ± 20 km/s, ce qui correspond à une distance de Hubble de 112,9 ± 7,9 Mpc (∼368 millions d'al). NGC 4563 a été découverte par l'astronome prussien Heinrich Louis d'Arrest en 1864.
La classification de cette galaxie demeure incertaine en raison ses dimensions restreintes et de la piètre qualité de ses images, elliptique pour les uns, lenticulaire ou spirale pour les autres et la base de données NASA/IPAC ne se prononce pas.